# Digital Love
Digital Love is een nummer van het Franse dj-duo Daft Punk uit 2001. Het is de derde single van hun tweede studioalbum Discovery.
Het nummer, dat een vrolijk geluid kent, bevat een sample uit "I Love You More" van George Duke. "Digital Love" werd in diverse Europese landen een bescheiden hit. Het bereikte de 33e positie in Frankrijk, het thuisland van Daft Punk. In Nederland haalde het de 12e positie in de Tipparade, en in Vlaanderen de 2e positie in de Tipparade.